# Tant qu'il y aura des ohms !
 (novembre 2023).
Si vous disposez d'ouvrages ou d'articles de référence ou si vous connaissez des sites web de qualité traitant du thème abordé ici, merci de compléter l'article en donnant les références utiles à sa vérifiabilité et en les liant à la section « Notes et références ».
Tant qu'il y aura des ohms! ou TYO est une association étudiante de l'École nationale supérieure de l'électronique et de ses applications (ENSEA) organisant chaque année le Festival international du court-métrage étudiant de Cergy-Pontoise.
Fondée en 1991 par Ramuntxo Garbisu, TYO met en avant les jeunes cinéastes du monde entier et leur apporte un appui financier via divers prix décernés par un jury de professionnels du cinéma, tout en cherchant à enrichir la culture cinématographique des étudiants de Cergy-Pontoise et des lycéens de l'Ile de France.
Portée par une vingtaine d'étudiants, cette association est l'une des plus anciennes associations de l'ENSEA, organisant grâce à de nombreux soutiens (Communauté d'agglomération de Cergy-Pontoise, Conseil général du Val-d'Oise, ENSEA, Thales) l'un des plus grands festivals de court-métrage étudiant de France.